# Francisco Machado de Souza
Francisco Machado de Souza (São Francisco do Sul, 10 de outubro de 1892 – 11 de dezembro de 1963) foi um político brasileiro.
Filho de Ovídio Antônio de Souza e Maria da Graça Machado de Souza. Casou com Olinda Machado de Souza.
Foi duas vezes candidato a deputado estadual para a Assembleia Legislativa de Santa Catarina pelo Partido Trabalhista Brasileiro (PTB). Em ambas ficou na suplência e foi convocado, participando da 3ª Legislatura (1955-1959), obtendo 1.947 votos nas urnas, e da 4ª Legislatura (1959-1963), obtendo 2.858 votos.